# Hervé Durquety
Pour les articles homonymes, voir Durquety.
Pas d'image ? Cliquez ici

a Compétitions nationales et continentales officielles uniquement.

Dernière mise à jour le 28 juin 2022.
Hervé Durquety, né le 13 octobre 1970, est un joueur français de rugby à XV évoluant au poste de troisième ligne aile, ensuite reconverti en tant qu'entraîneur.

## Biographie
Durant sa carrière de joueur, Hervé Durquety évolue au poste de troisième ligne aile, notamment en France sous le maillot de l'Aviron bayonnais auprès de Patrice Lagisquet, ainsi que celui de l'US Dax dans la fin des années 1990,. Il joue également en Espagne, avec le club de Bera Bera Rugby avec qui il participe au Bouclier européen lors de la saison 2004-2005.
Reconverti ensuite en tant qu'entraîneur dans le Sud-Ouest, il exerce auprès de l'US Mouguerre, avant de devenir en 2016 l'entraîneur principal de Saint-Pée Union Club, club de Saint-Pée-sur-Nivelle, en division Honneur ; son ami et ancien coéquipier Patrice Lagisquet est alors son adjoint auprès des arrières basques. L'équipe est sous leur direction promue en Fédérale 3.
En 2019, Durquety, Lagisquet et le préparateur physique Olivier Rieg envisagent de prendre en charge une des équipes nationales participant au championnat d'Europe ; alors que celle du Portugal recherche un sélectionneur cet été-là, Lagisquet se déclare alors candidat auprès de la Fédération ; le trio est ainsi retenu pour entraîner les Lobos,. 
En parallèle de sa mission auprès de la sélection portugaise et contacté par Jean-Frédéric Dubois, l'un de ses anciens coéquipiers sur le terrain, Durquety devient à l'intersaison 2022 l'un des entraîneurs des avants de l'US Dax pour deux saisons, évoluant alors en Nationale ; il est chargé de la touche et de la défense, en tandem avec Marc Dal Maso à la mêlée. À l'automne, il part à Dubaï avec les Lobos au tournoi de repêchage des qualifications pour la Coupe du monde 2023 au terme duquel la sélection portugaise l'emporte aux dépens des États-Unis. Après cette qualification, il choisit de mettre un terme à sa mission auprès des Lobos pour des raisons familiales, se concentrant sur son métier extra-sportif d'agent territorial à la mairie de Bayonne et son poste auprès du club dacquois. En club, le groupe dacquois acquiert son accession en Pro D2 à la fin de la saison ; il connaît ainsi sa première expérience en division professionnelle de club. Absent sur arrêt maladie pendant trois mois, il fait son retour auprès de l'équipe à la mi-saison. Au terme de cette saison, l'US Dax parvient à se qualifier en phase finale.
Au terme de la saison 2024-2025, l'ensemble de l'encadrement sportif autour de Jean-Frédéric Dubois est écarté malgré leur dernière année de contrat encore en cours.

## Palmarès
- Championnat de France de Nationale :
  - Vice-champion : 2023 avec l'US Dax.